# ۹۶۳ (قمری)
۹۶۳ (قمری)، نهصد و شصت و سومین سال در گاهشماری هجری قمری است. اول محرم این سال برابر با بیست و ششم نوامبر سال ۱۵۵۵ میلادی است.